# 拜占庭史料大全
《拜占庭史料大全》（拉丁语：Corpus Fontium Historiae Byzantinae），简称CFHB，是一个旨在收集、编辑拜占庭帝国史料并提供其经过文本批评的版本。其目的是使现代研究者获得拜占庭作者作品的较新版本，尤其是那些之前未被编辑过的作品。1966年在牛津举行的第13届国际拜占庭研究大会提出了这一项目，并由国际拜占庭学研究会（AIEB）及其在各国的分支赞助。

## 组织与要求
为了规划、协调、评估项目，AIEB 成立了一个委员会，赫伯特·亨格尔首先担任该委员会的主席，直到他于2000年去世。2001年到2011年，沃尔夫拉姆·霍兰德纳担任主席。现任主席为安德烈亚斯·罗比。1968年，AIEB在其通讯中提出了对CFHB系列的要求：
- 文本将是全新的批判性版本。
- 介绍主要集中在文本历史上。
- 如果可能的话，翻译成现代语言（德语、英语、法语或意大利语）。
- 在每卷的末尾应该有三个索引，名称、术语和词汇。
- 鼓励简要说明，但不鼓励详细评论。

## 出版系列
每卷都包含对作者的评论、幸存的手稿以及文本的翻译和注释版本，大部分也包含原始文本或复制品。CFHB 按出版地点分为几个系列，并翻译成不同的语言出版。每个系列均有各自的负责人。
- Series Atheniensis（雅典）
- Series Berolinensis（柏林，德古意特出版社）
- Series Bruxellensis（布鲁塞尔）
- Series Italica（意大利）
- Series Parisiensis（巴黎）
- Series Thessalonicensis（塞萨洛尼基）
- Series Vindobonensis（维也纳）
- Series Washingtonensis（华盛顿特区，敦巴顿橡树园）